# غوردون جي. غروز
غوردون جي. غروز (بالإنجليزية: Gordon G. Grose)‏ هو مهندس فضاء جوي ومهندس أمريكي، ولد في 1925.